# Karma v hinduismu
Karma (v dévanágarí कर्म) je odvozeno od sanskrtského slovního kořenu kr a znamená činit, dělat, udělat, konat, uskutečnit, dosáhnout, provést, připravit, podniknout apod. Ve védách je karma označena jako zákon příčiny a následku činů. Zákon karmy je neoddělitelnou součástí indické filosofie, a to nejen hinduismu, ale i džinismu, sikhismu a buddhismu. První zmínky o karmických zákonech pocházejí z období 800 - 200 př. n. l. a rozšířily se hlavně v období klasického hinduismu od 200 př. n. l. do 1100 n. l.

## Definice
Karma je hinduistický filosofický koncept, podle kterého je lidský život pouze článkem v řetězci životů a štěstí v životě závisí na skutcích vykonaných v životě předešlém (reinkarnace) a současném (kauzalita). Každý čin, slovo a myšlenka – pozitivní či negativní – zanechává otisky v mysli (sanskára). Protože způsob prožívání světa je určován obsahem naší mysli, negativní otisky nevyhnutelně vedou k budoucímu utrpení a pozitivní otisky vedou ke štěstí a spokojenosti. Karma není víra, protože každý člověk má svobodnou vůli a tím je strůjcem svého vlastního osudu.

### Nesmrtelné „to“
Podle hinduistického pohledu se nesmrtelné „to“ (átma) nerodí ani nikdy neumírá, nikdy nevzniklo ani nikdy nezanikne  a po smrti těla vstupuje do těla nového zrovna tak jak člověk odhazuje zchátralé šaty a bere si šaty nové. Karma vychází z dharmického zákona, podle kterého souhrn všech následků činů určuje budoucí opětovné zrození na základě zákona příčiny a následku. Tento cyklus zrození, úmrtí těla a převtělení (sansára) pokračuje až do definitivního osvobození (mókša). Každý jedinec je sám odpovědný za své osvobození, které je závislé na duchovním zrání. Cílem hinduistů je překonání tohoto věčného koloběhu zrodu, úmrtí a znovuzrození.

### Tři typy karmy
Hinduistické spisy rozdělují karmu na tři typy:
1. sančita (nahromaděné) - souhrn všech následků činů v minulosti, které musí být vyřešeny
2. prarabdha (plodotvorné) - následky činů v minulosti, které působí v tomto životě
3. krijamána (stávající) - činy v současnosti, které dávají vzniknout následkům v budoucnosti

Podle tohoto rozdělení není pro džívu (individuální podstata bytí, átma) možné dosáhnout osvobození (mókša) dokud nejsou nahromaděné karmy (sančita-karma) úplně vyřešeny.

## Podrobení si karmy
Člověku je dána svobodná vůle, která mu umožňuje volit mezi dobrem a zlem. Když se chováme v souladu s dharmou, mají pozitivní síly převahu a výsledkem jsou pocity štěstí v srdci a uspokojení mysli (átmanas tuštir). Převažují-li v životě negativní síly, pak vznikají pocity bolesti a utrpení. Jsou-li negativní a pozitivní síly v rovnováze, jsou naše životní pocity neutrální. Takto se snažil chovat Earl ze seriálu Jmenuju se Earl. Růst negativních sil má za následek utrpení; růst pozitivních sil štěstí. V Bhagavadgítě je podrobení si karmy vysvětleno následovně: 
Jednej v souladu se svou vlastní dharmou a nepochybuj. Máš možnost jednat správně, ale nikdy nevíš jaké plody to ponese. Nenech plody být podnětem pro tvé jednání, také ale nebuď nečinný. Vytrvej v józe, konej svou povinnost, zůstaň ale neovlivněn úspěchem či neúspěchem.
Bhagavadgíta 2. 31 + 47 - 48